# Фридрих (герцог Курляндии)
Фридрих Кетлер (нем. Friedrich Kettler; 25 ноября 1569, Митава — 17 августа 1642) — герцог Курляндии и Семигалии.

## Биография
Родился Фридрих Кетлер в Митаве, столице Курляндского герцогства. Его родителями были герцог Курляндии Готхард Кетлер и его супруга Анна Мекленбург-Гюстровская. В 1587 году после смерти отца правил восточной частью герцогства (Семигалией), в то время как западной (Курляндией) правил его младший брат Вильгельм. После того, как его брат из-за конфликта с дворянством в 1616 году был вынужден покинуть страну, Фридрих стал править всем герцогством.
Старший из двух братьев, Фридрих, в юности получил хорошее образование, путешествовал по многим европейским странам. По завещанию Готхарда Кетлера, герцогство было разделено между его двумя сыновьями. Вначале братья Фридрих и Вильгельм управляли герцогством совместно. В 1596 году, когда Вильгельм был объявлен совершеннолетним, герцогство было официально разделено на Курляндию (Фридрих) и Семигалию (Вильгельм).
Во время польско-шведских войн герцоги Фридрих и Вильгельм на стороне Речи Посполитой приняли участие в войне против Швеции. В 1605 году в битве при Кирхгольме Фридрих Курляндский командовал конным отрядом из 600 всадников.
В 1617 году курляндский ландтаг в Скрунде объявил герцога Вильгельма лишённым титула герцога и изгнал его из страны. В следующем 1618 году Фридрих Кетлер был избран единоличным герцогом Курляндии и Семигалии. Он утвердил новую конституцию, Formula Regiminis, которая предоставляла больше прав окрепшему дворянству. Согласно новой конституции, герцог не мог реализовать свои решения без предварительного согласия герцогского совета. Таким образом, Курляндия стала конституционной монархией, однако это породило бесконечные конфликты между герцогом и ландтагом.
В 1622 году шведские войска захватили Митаву, столицу герцогства, вынудив Фридриха перебраться в Голдинген.
В 1625 году бездетный Фридрих Курляндский предложил ландтагу признать его наследником родного племянника Якоба, единственного сына его беглого младшего брата Вильгельма. Дворянство не желало это сделать и ландтаг дал согласие на это только после нескольких лет сложных переговоров. 20 июля 1638 года Якоб был провозглашен ландтагом соправителем своего дяди Фридриха, что обеспечило дальнейшее существование герцогства, а затем его процветание благодаря талантам герцога Якоба.
16 августа 1642 года 72-летний Фридрих Курляндский скончался в Митаве. Его похоронили в Митавском дворце.

## Семья
4 мая 1600 года женился на Елизавете Магдалене (1580—1649), дочери герцога Померании-Вольгаст Эрнста Людвига (1545—1592) и Софии Гедвиги Брауншвейг-Вольфенбюттельской (1561—1631).